# Északi sirályhojsza
Az északi sirályhojsza (Fulmarus glacialis) a madarak (Aves) osztályának a viharmadár-alakúak (Procellariiformes) rendjébe, ezen belül a viharmadárfélék (Procellariidae) családjába tartozó faj.

## Előfordulása
Az Atlanti- és a Csendes-óceán északi partjainál költ. A telet a tengereken tölti. Az összefüggő jég határától Bretagne magasságáig megtalálható. Az északi sirályhojsza régebben a legtávolabbi észak madara volt.

## Alfajai
- Fulmarus glacialis auduboni Bonaparte, 1857
- Fulmarus glacialis glacialis (Linnaeus, 1761)
- Fulmarus glacialis minor [* 1][2]
- Fulmarus glacialis rodgersii Cassin, 1862

## Megjelenése
A fajra a 43–52 centiméteres testhossz a jellemző, szárnyfesztávolsága elérheti a 100–117 centimétert is, testtömege a 700–900 grammot. Tollruhája a fehértől a világosszürkén át a sötétszürkéig terjed. Orrnyílása csövesen megnyúlt. Az északi sirályhojsza első pillantásra sirályhoz hasonlít, de nincs vele közeli rokonságban. Teste zömökebb, nyaka rövidebb, vastagabb, szárnya keskenyebb. Egészen más repülése alapján is könnyen megkülönböztethető: a sirályok élénk szárnycsapásokkal repülnek, csak időnként vitorlázva, míg az északi sirályhojsza kifeszített szárnyakon siklik és köröz, miközben fejét hol az egyik, hol a másik oldalra fordítja. Többnyire alacsonyan száll a víz fölött.

## Életmódja
A víz felszínén tengeri élőlényekkel és emberi hulladékkal táplálkozik, de a víz alá bukva is vadászik. A legidősebb madarak elérik a 40 éves kort is.

## Szaporodása
Sziklapárkányokon telepesen fészkel. A költési időszakban a madarak fészkelőtelepeiktől 30-40 kilométernél távolabbra nem távoznak el. Fészkében csak egy fehér tojás van.

## Tudnivalók
Ha a tengerész sirályokat észlel, tudja, hogy már közel van a part. Ám ha sirályhojszákat lát, még türelemre van szüksége.

## Képek

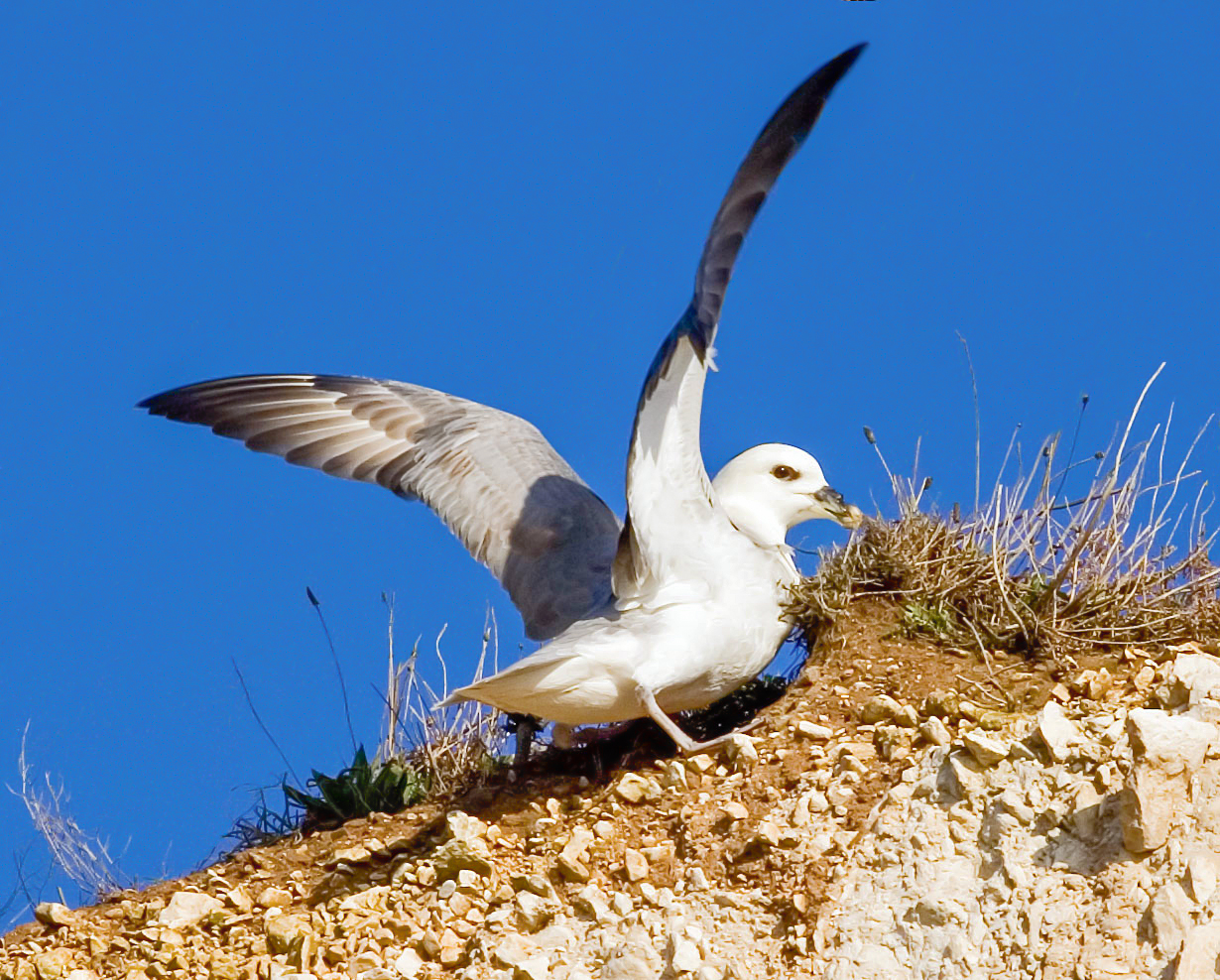
A világosabb
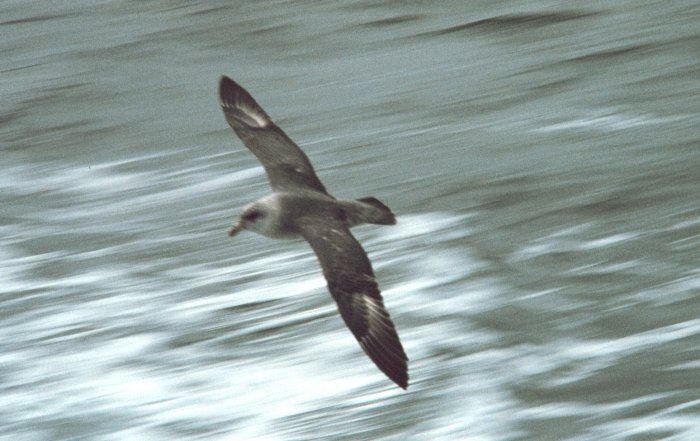
és a sötétebb változat
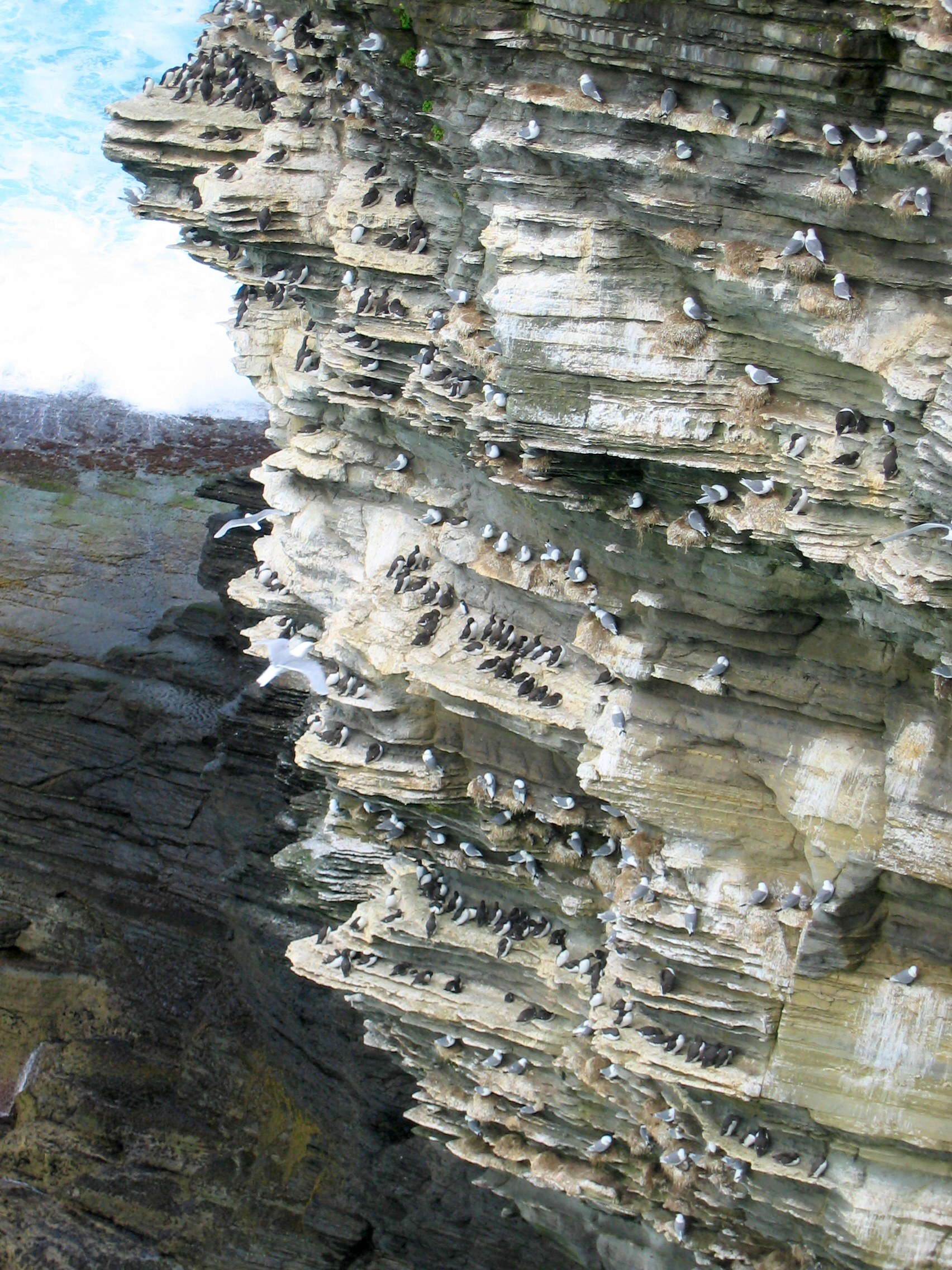
Költőtelep
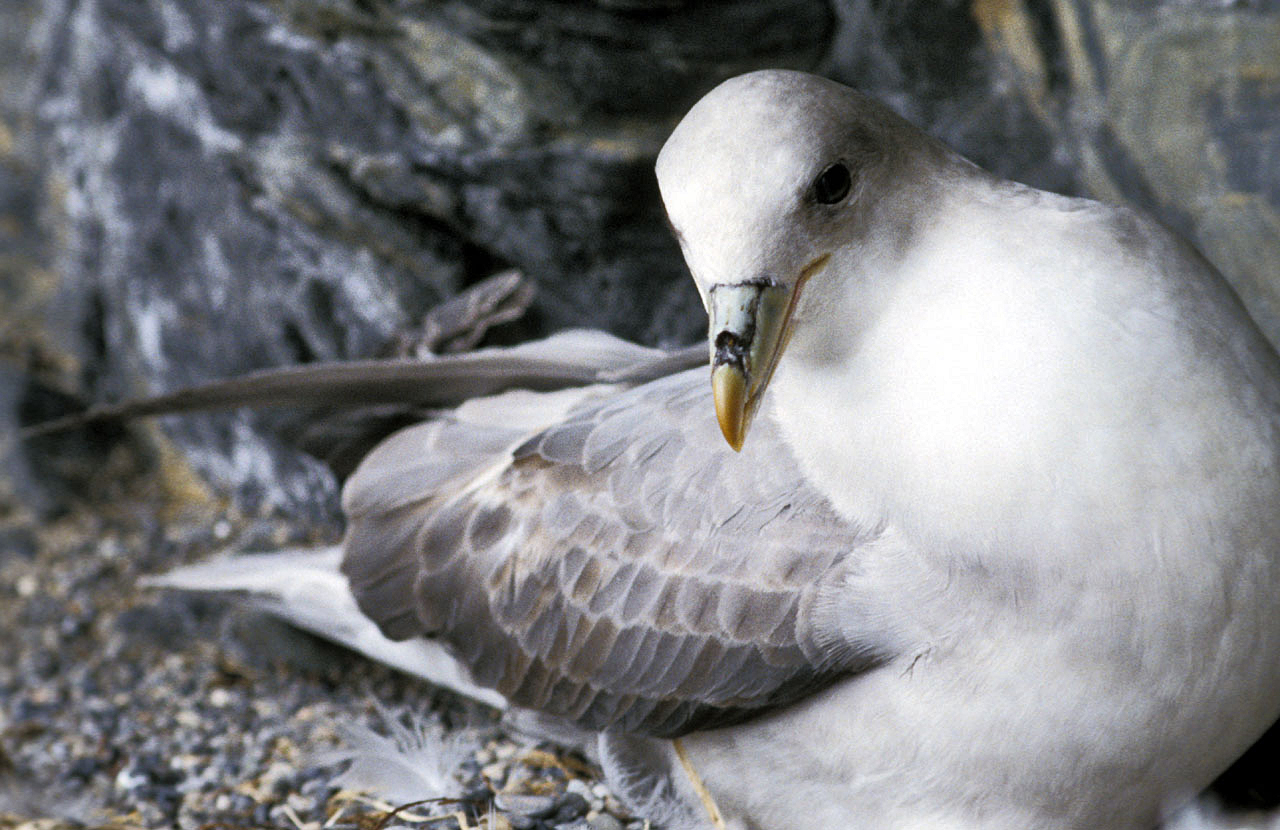
és egy fészkelő sirályhojsza
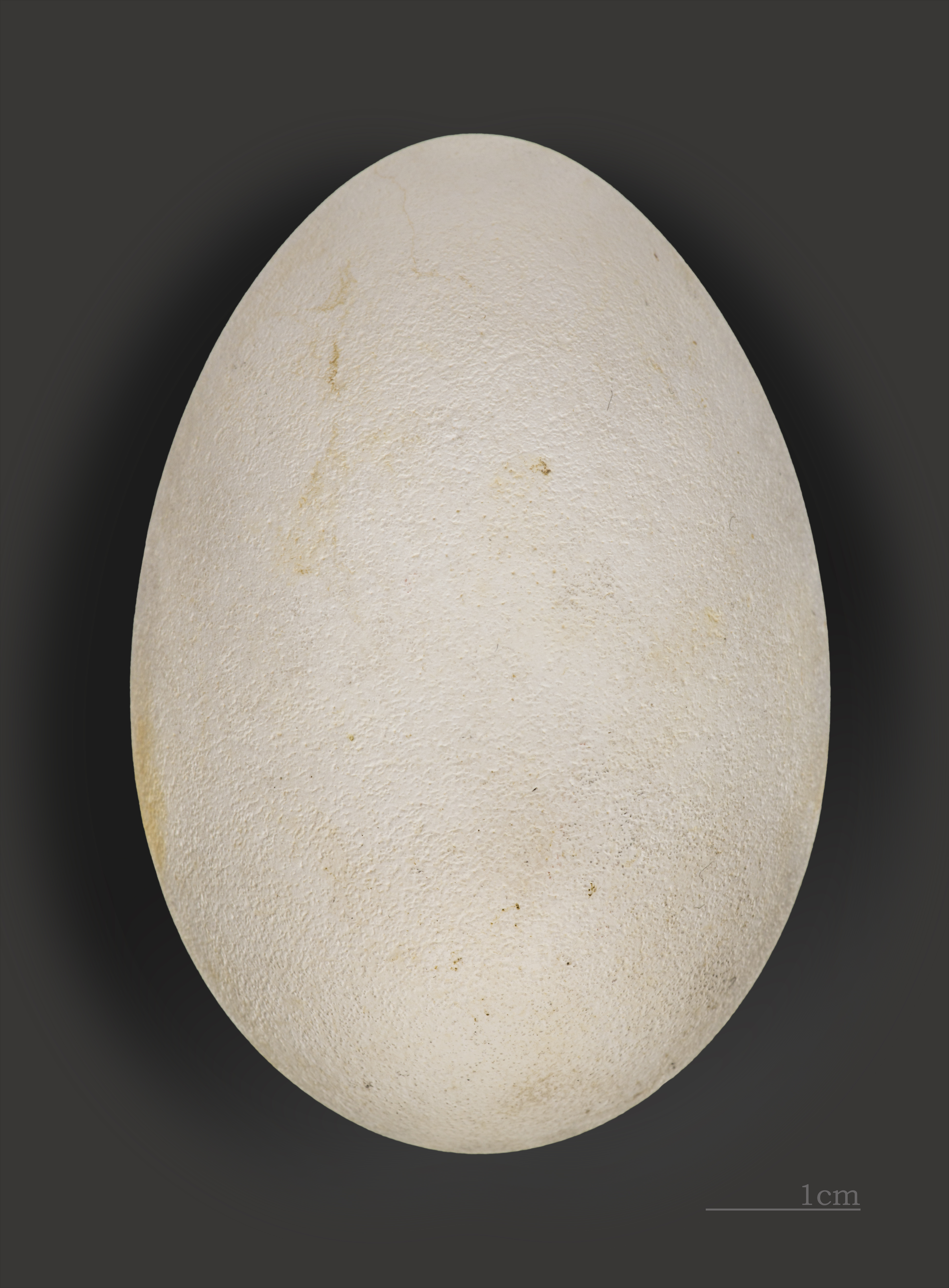
A tojás.